# Памятник Эухенио д’Орсу (Мадрид)
Памятник Эухенио д’Орсу (исп. Monumento a Eugenio d'Ors Rovira) расположен посреди бульвара Пасео-дель-Прадо (Мадрид, Испания), напротив Каса Синдикаль и музея Прадо. Он посвящён памяти Эухенио д’Орса, каталонского писателя, интеллектуала и культурного деятеля эпохи Франко. Авторами монумента являются архитектор Виктор д’Орс (сын Эухенио д’Орса), скульпторы Кристино Мальо и Федерико Марес.

## История и описание
Автором проекта памятника Эухенио д’Орса стал его сын, архитектор Виктор д’Орс. На передней стороне монумента, обращённой к музею Прадо, расположилась бронзовая скульптурная группа, возвышающаяся над фонтаном. Она состоит из аллегорической фигуры женщины, созданной скульптором Кристино Мальо, жестом руки останавливающей некое четвероногое существо, которое определяется по-разному: как «маленький дракон», «домашний стегозавр» или «барочное и стихийное извержение».
Гранитная стена позади этой группы содержит длинную надпись, являющуюся подборкой афоризмов, отображающих представление Эухенио д’Орса о жизни и эстетике.
На обратной стороне монумента, обращённой к Каса Синдикаль, размещён каменный медальон работы скульптора Федерико Мареса с изображением д’Орса и датами его рождения и смерти. Кроме того, здесь также размещена надпись, гласящая: "a la memoria del magisterio orsiano. en mcmlxiii dedica madrid esta fuente siendo alcalde el xvi conde de mayalde" ("В память об орсианских учениях. В 1963 году от лица Мадрида открывает этот фонтан действующий мэр 16-й граф Маяльде).
Памятник Эухенио д’Орсу был открыт в июле 1963 года.

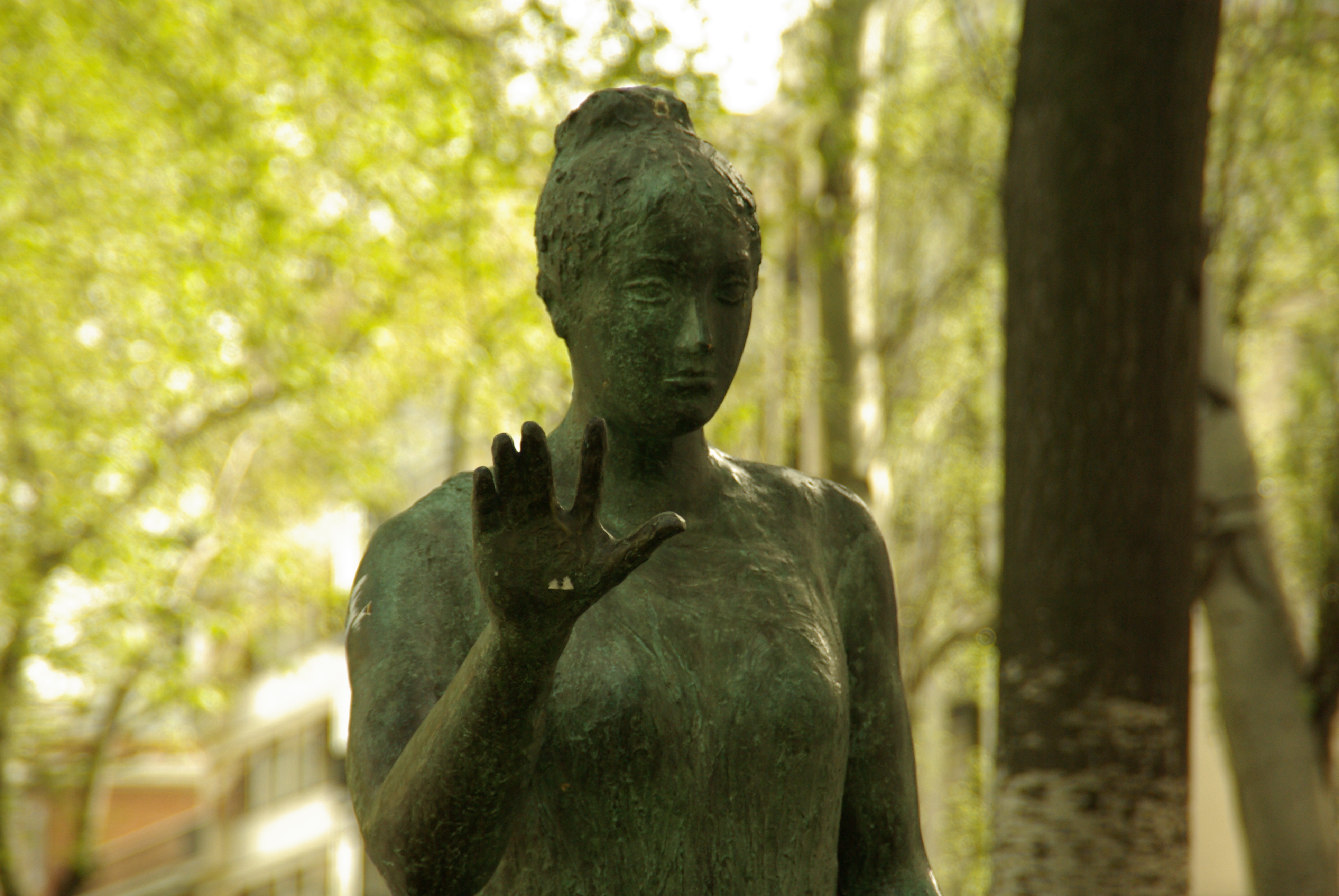
Аллегорическая фигура женщины
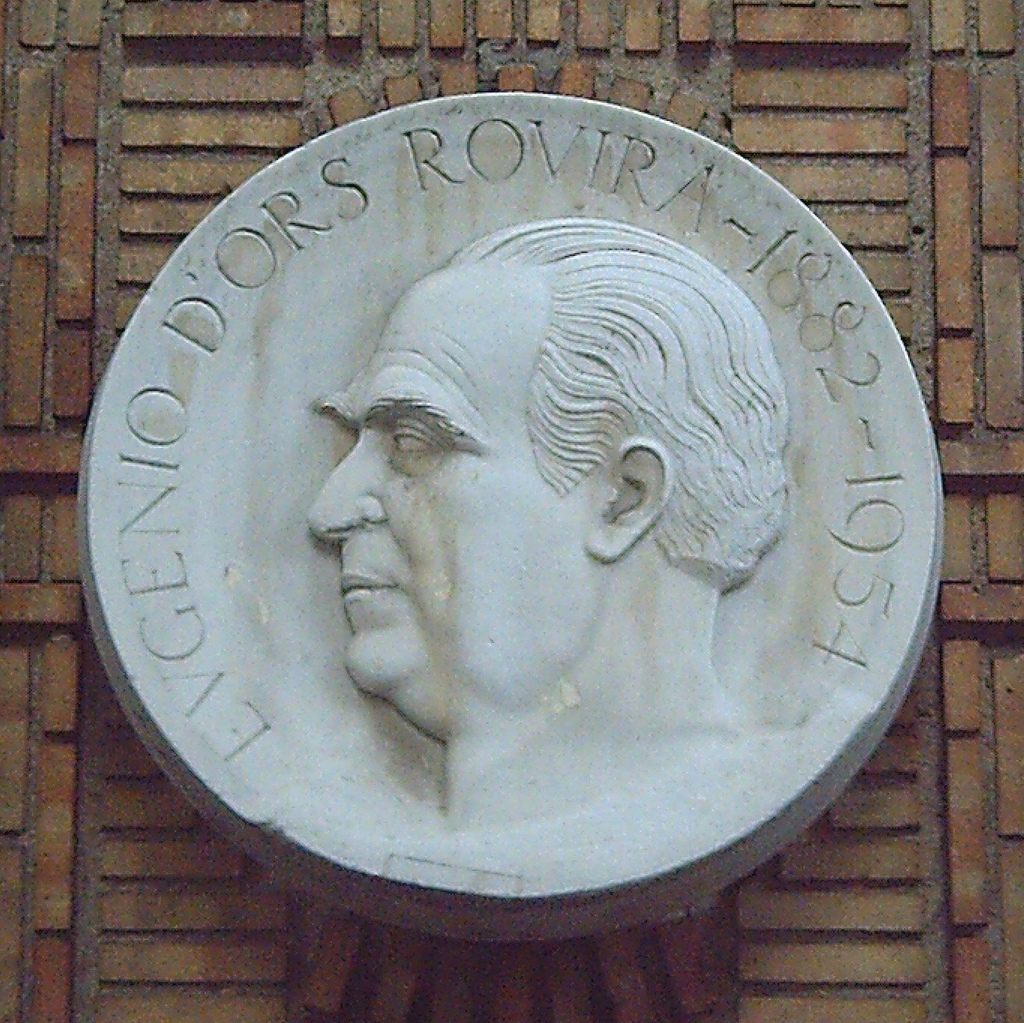
Каменный медальон на обратной стороне
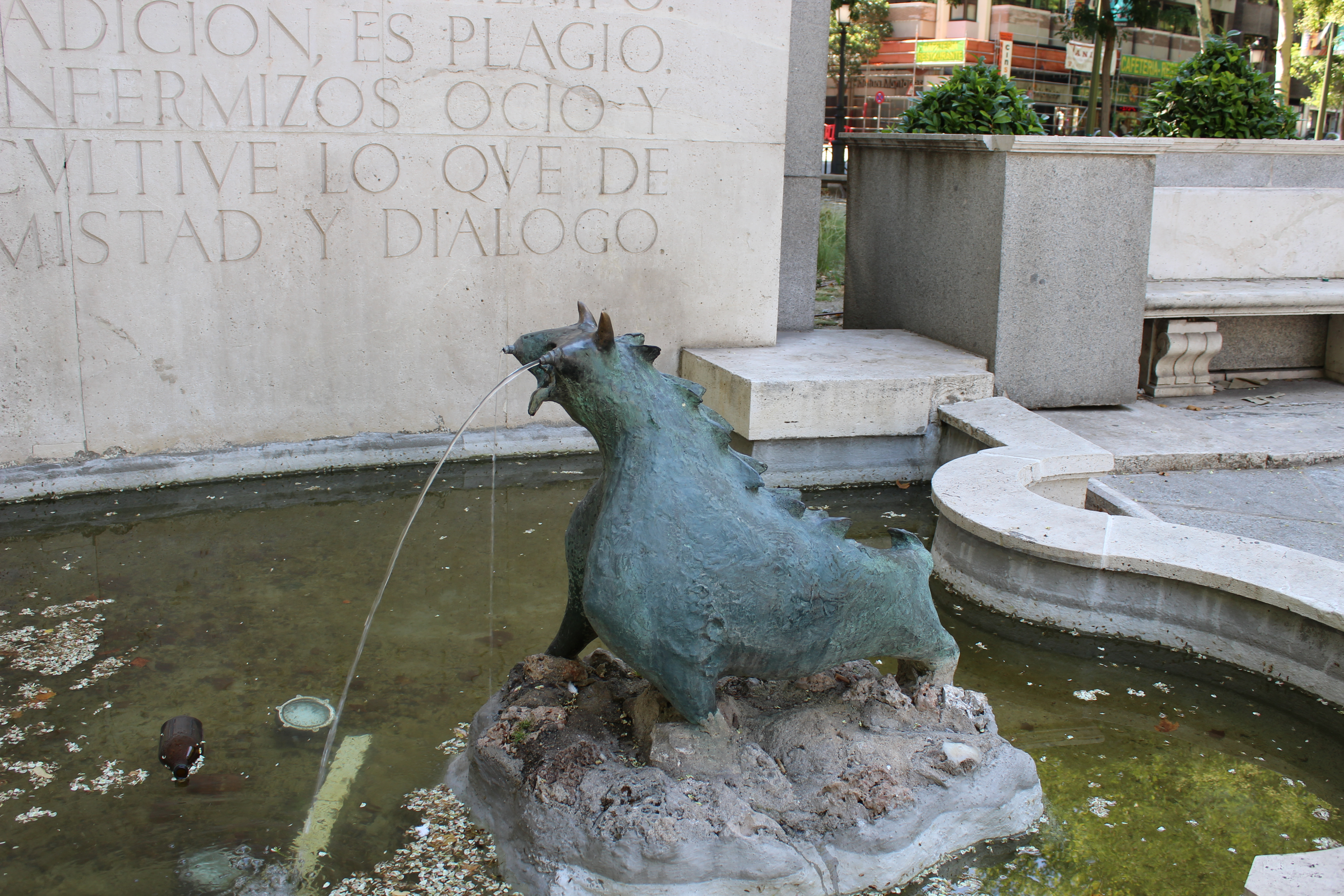
Непонятное существо